# Snežnobeli sirovec
Snežnobeli sirovec (znanstveno ime Tyromyces chioneus) je gliva iz rodu sirovcev (Tyromyces).

## Značilnosti
Klobuk ima v premeru do 12 cm in je širok do 8 cm in je polkrožne do ledvičaste oblike. Sprva je žameten, kasneje postane plešast in v starosti dobi skorjasto površino, ki postane nagubana ali zakrknjena. Je bele do umazano bele barve in v starosti postane rumenkast do rjavkast.
Trosovnica je cevasta. Površina je najprej bela, v starosti ali ko se posuši porumeni. Ima 3-5 luknjic in mm. Cevke so dolge do 8 mm.
Beta nima - klobuk je bočno priraščen na podlago.
Meso je belo, mehko in pri svežih gobah vodeno. Ima rahlo grenak okus in prijeten vonj.

## Razširjenost in življenjski prostor
Razširjen je po vsemu svetu. Raste od poletja do jeseni kot gniloživka na odmrlem lesu listavcev, predvsem na brezah in povzroča belo gnilobo.

## Mikroskopske značilnosti
Trosni odtis je bele barve. Trosi so valjasti in rahlo upognjeni, gladki, neamiloidni in merijo 4–5 x 1.5–2 μm. Hifni sistem je dimitičen, kar pomeni, da ima glive dve vrsti hif: generativne in skeletne.

## Podobne vrste
- beli skutovec (Postia lactea) ima večje luknjice, na lesu povzroča rjavo gnilobo in ima samo generativne hife[2]
- trpki skutnikovec (Amaropostia stiptica) ima močno trpek okus

## Uporabnost
Neužiten.
V laboratorijskih poskusih je bilo dokazano, da kulture te glive vsebujejo seskviterpen z antivirusnim delovanjem proti virusu HIV-1.

## Galerija slik
- trosovnica
- trosi